# Deflandreaceae
Famille
Les Deflandreaceae sont une famille d'algues dinoflagellées de l’ordre des Peridiniales.
Le genre Deflandrea est un organisme fossile découvert dans les bassins côtiers de l'état de Victora en Australie, dans les étages géologiques paléocènes et éocènes,.

## Étymologie
Le nom vient du genre type Deflandrea, donné en hommage au  naturaliste,  protistologiste et micropaléontologue français Georges Deflandre.

## Liste des genres
Selon AlgaeBase (10 janvier 2022)
- Abratopdinium, S.Mao & B.A.R.Mohr
- Kisselovia, Vozzhennikova
- Lentinia, Bujak
- Manumiella, Bujak & Davies
- Palaeocystodinium, G.Alberti
- Senegalinium, Jain & Millepied
- Spinidinium, Cookson & Eisenack
- Subtilisphaera, Jain & Millepied
- Svalbardella,	S.B.Manum

Une grand nombre de genres fossiles ont été décrits, dont le genre type :
- † Deflandrea, Eisenack, 1938[3]